# جبل إسماعيل لعوج
جبل إسماعيل لعوج هو جبل يقع في الوادي المحدود بجبل عيسى، في ولاية النعامة على بعد بضعة كيلومترات من عين الصفراء في الجزائر.